# Thanh đạm mào
Thanh đạm mào (danh pháp hai phần: Coelogyne cristata) là một loài phong lan.
Cây phân bố từ Nam Á đến Đông Nam Á, trong đó có Việt Nam.

## Hình ảnh

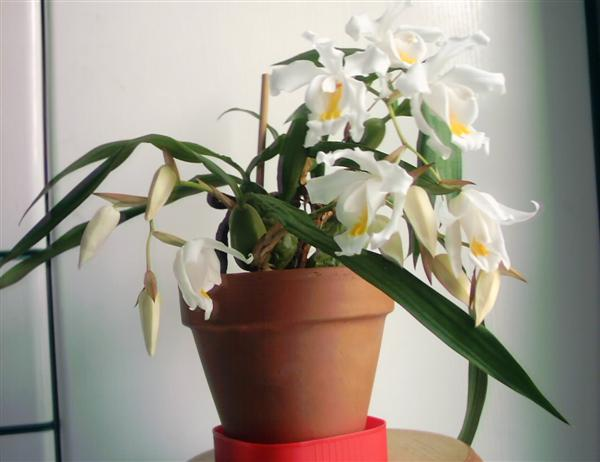
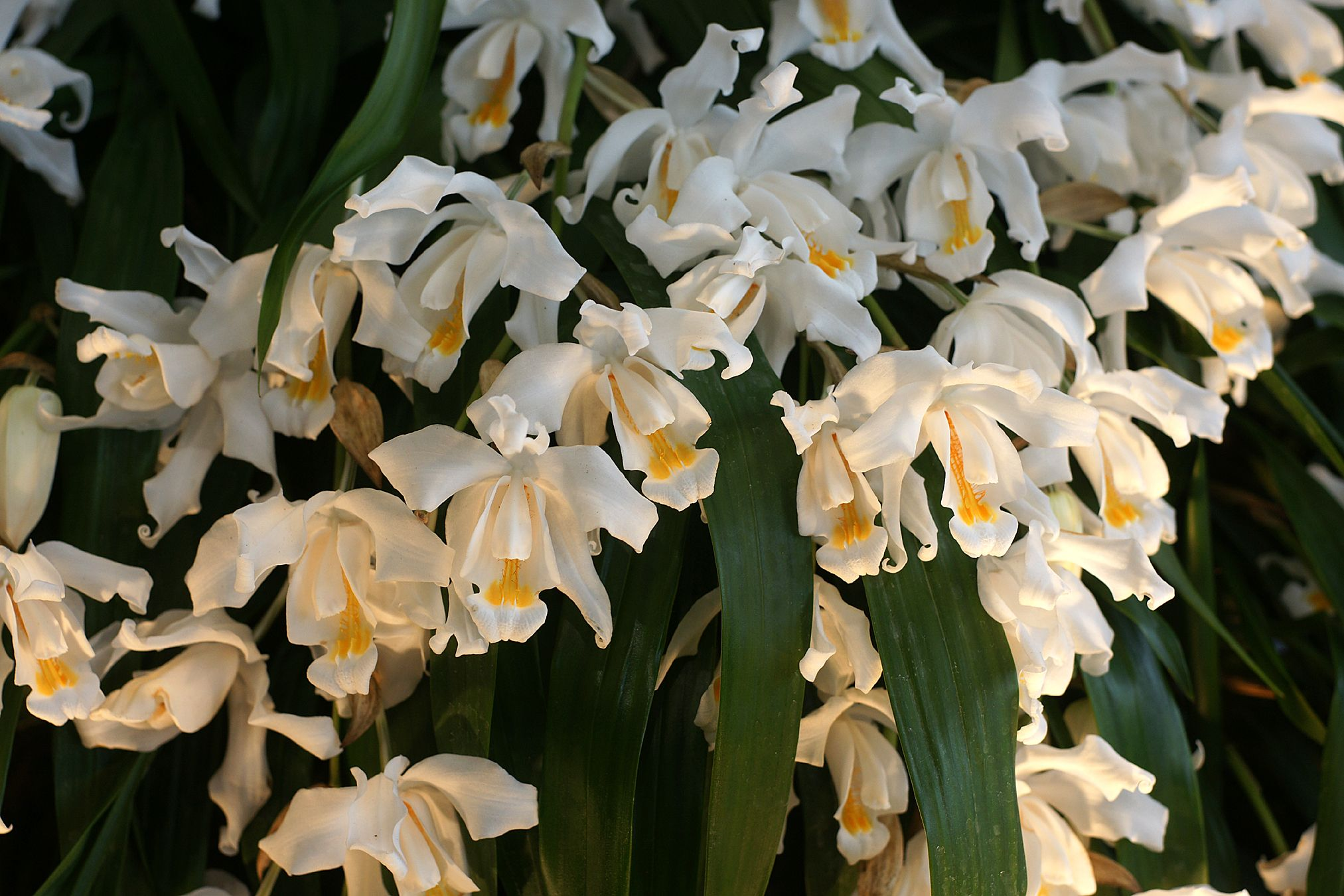
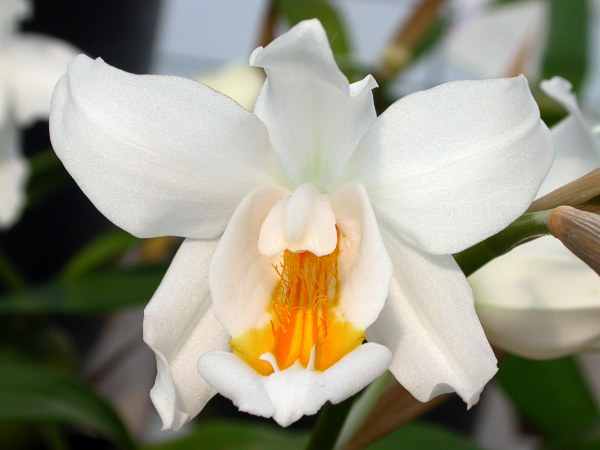
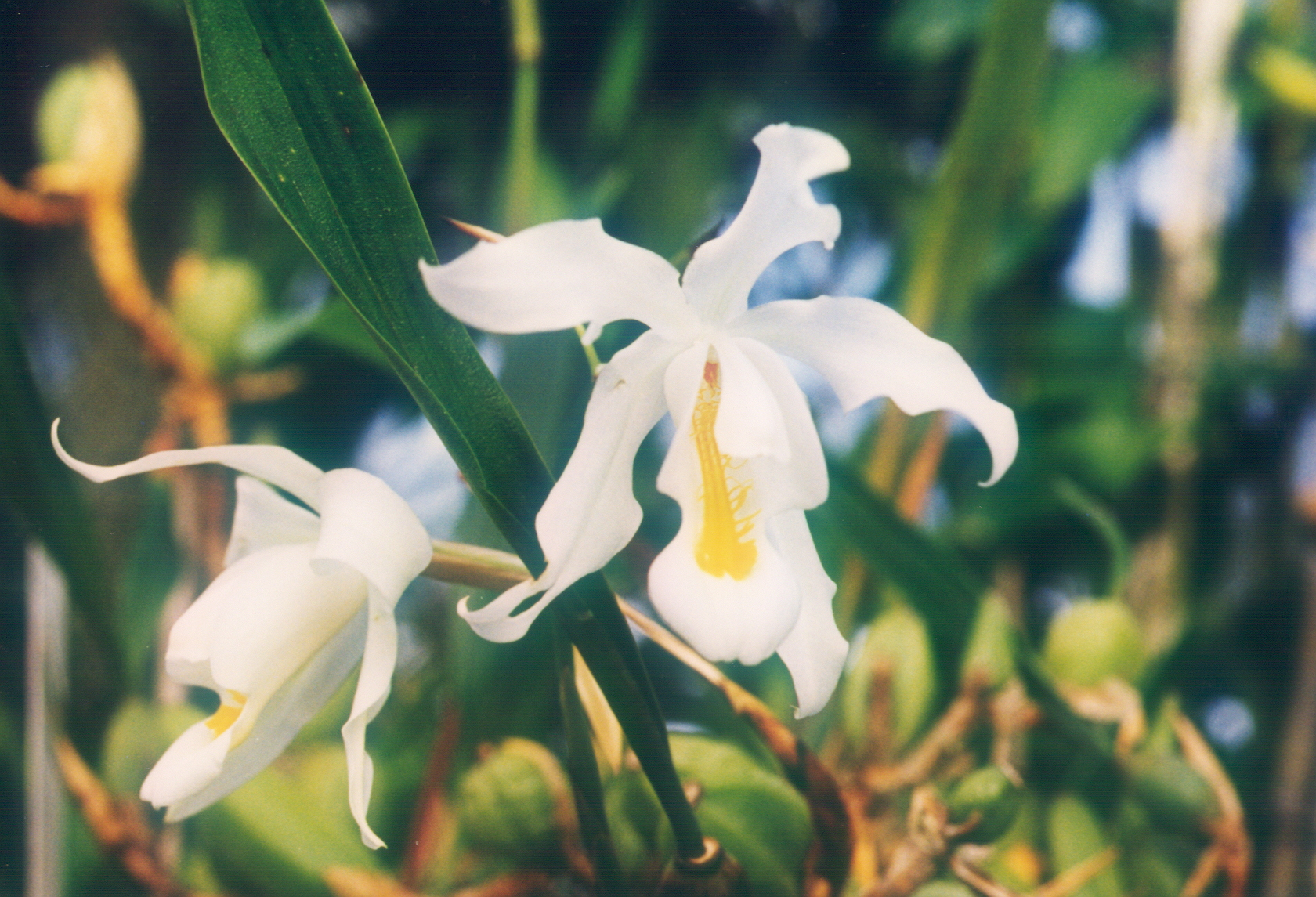